# Ruta 2 (Uruguai)
La Ruta 2 (R2) és una carretera important de l'oest de l'Uruguai. Neix a la Ruta 1, al departament de Colonia, amb direcció nord, i travessa els departaments de Colonia, Soriano i Río Negro. A més connecta les poblacions i capitals departamentals de Rosario, Dolores, Mercedes, Nuevo Berlín i Fray Bentos.
Amb un recorregut de gairebé 310 km, la ruta 2 és transitada també per turistes amb destinació a la República Argentina (pel pont internacional de Fray Bentos).

## Interseccions
- Rosario: km. 131.
- Dolores: km. 243 (per la ruta 105).
- Mercedes: km. 278.
- Nuevo Berlín: km. 284 (per la ruta 24).
- Pont Internacional amb l'Argentina: km. 301.
- Fray Bentos: km. 310.[1]